# Ventilago leiocarpa
Ventilago leiocarpa är en brakvedsväxtart som beskrevs av George Bentham. Ventilago leiocarpa ingår i släktet Ventilago och familjen brakvedsväxter. Utöver nominatformen finns också underarten V. l. pubescens.